# Paris Berelc
Paris Berelc (ur. 29 grudnia 1998 w Milwaukee) – amerykańska aktorka, która wystąpiła m.in. w serialu Disneya Oddział specjalny oraz filmie Hubie ratuje Halloween.

## Filmografia
| Rok         | Film                      | Rola              | Uwagi                          |
| ----------- | ------------------------- | ----------------- | ------------------------------ |
| 2012        | Health Corner             | Rebecca           |                                |
| 2013 – 2015 | Oddział specjalny         | Skylar Burza      | Disney XD Original Series      |
| 2014        | Just Kidding              | Paris             |                                |
| 2015        | Szczury laboratoryjne     | Skylar Burza      | odc. Lab Rats vs. Mighty Med   |
| 2015        | Moja niewidzialna siostra | Molly             | Disney Channel Original Movies |
| 2016        | Lab Rats: Elite Force     | Skylar Burza      | Disney XD Original Series      |
| 2016        | WTH: Welcome to Howler    | Sofia             | serial                         |
| 2018        | #sqadgolds                | Bitany            | film                           |
| 2018        | Alexa i Katie             | Alexa             | serial Netfliksa               |
| 2019        | Confessional              | June              | film                           |
| 2019        | Wysoka dziewczyna         | Liz               | film                           |
| 2020        | Hubie ratuje Halloween    | Megan             | film Netfliksa                 |
| 2021        | The Crew                  | Jessie De La Cruz | serial                         |
| 2020        | 1UP                       | Vivian            | film Prime Video               |
| 2020        | Zróbmy zemstę             | Meghan            | film Netfliksa                 |